# Accrétion de Bondi
En astrophysique, l'accrétion de Bondi, nommée d'après Hermann Bondi, est une accrétion sphérique sur un objet compact voyageant à travers le milieu interstellaire. Il est généralement utilisé dans le contexte de l'accrétion d'étoile à neutrons et de trous noirs. Pour parvenir à une forme approximative du taux d'accrétion de Bondi, l'accrétion est supposée se produire à un taux de
{\displaystyle {\dot {M}}\simeq \pi R^{2}\rho v,}
où  {\displaystyle \rho } est la  densité ambiante, {\displaystyle v} est, soit la vitesse de l'objet, soit la vitesse du son {\displaystyle c_{s}} dans le milieu environnant si la vitesse de l'objet est inférieure à la vitesse du son, et que le rayon {\displaystyle R} offre une  surface effective. Le rayon effectif est obtenu en posant l'égalité entre la vitesse de libération de l'objet et la vitesse {\displaystyle c_{s}}, à savoir :
{\displaystyle {\sqrt {\frac {2GM}{R}}}\simeq c_{s},}
ou
{\displaystyle R\simeq {\frac {2GM}{c_{s}^{2}}}}.  
Le taux d'accrétion devient donc :
{\displaystyle {\dot {M}}\simeq {\frac {4\pi \rho G^{2}M^{2}}{c_{s}^{3}}}}.